# Hyalea africalis
Hyalea africalis là một loài bướm đêm trong họ Crambidae.